# Panurea longifolia
Panurea longifolia es la única especie del género monotípico Panurea, perteneciente a la familia Fabaceae, originaria de Brasil.